# Artoria berenice
Artoria berenice är en spindelart som först beskrevs av Ludwig Carl Christian Koch 1877.  Artoria berenice ingår i släktet Artoria och familjen vargspindlar. Inga underarter finns listade i Catalogue of Life.